# Scottish League One 2023/24
Die Scottish League One wurde 2023/24 zum 11. Mal als dritthöchste Fußball-Spielklasse der Herren in Schottland ausgetragen. Die Liga wurde offiziell als cinch League One ausgetragen und war nach der Premiership, Championship und vor der League Two eine der vier Ligen in der Scottish Professional Football League. Gefolgt wurde die League One von der League Two.
Die Saison wurde von der Scottish Professional Football League geleitet und ausgetragen und begann am 5. August 2023 und endete mit dem 36. Spieltag am 4. Mai 2023.
In der Saison 2023/24 traten zehn Klubs in insgesamt 36 Spieltagen gegeneinander an. Jedes Team spielte jeweils zweimal zu Hause und auswärts gegen jedes andere Team.

## Vereine
| Verein              | Stadt     | Stadion            | Kapazität |
| ------------------- | --------- | ------------------ | --------- |
| Alloa Athletic      | Alloa     | Recreation Park    | 3.100     |
| Annan Athletic      | Annan     | Galabank           | 2.504     |
| Cove Rangers        | Cove Bay  | Balmoral Stadium   | 3.023     |
| Edinburgh City      | Edinburgh | Meadowbank Stadium | 1.280     |
| FC Falkirk          | Falkirk   | Falkirk Stadium    | 7.937     |
| Hamilton Academical | Hamilton  | New Douglas Park   | 6.018     |
| Kelty Hearts        | Kelty     | New Central Park   | 2.181     |
| FC Montrose         | Montrose  | Links Park         | 4.936     |
| Stirling Albion     | Stirling  | Forthbank Stadium  | 3.808     |
| Queen of the South  | Dumfries  | Palmerston Park    | 8.690     |

## Abschlusstabelle
| Pl. | Verein                  | Sp. | S  | U  | N  | Tore    | Diff. | Punkte |
| --- | ----------------------- | --- | -- | -- | -- | ------- | ----- | ------ |
| 1.  | FC Falkirk              | 36  | 27 | 9  | 0  | 096:280 | +68   | 90     |
| 2.  | Hamilton Academical (A) | 36  | 22 | 8  | 6  | 073:280 | +45   | 74     |
| 3.  | Alloa Athletic          | 36  | 16 | 8  | 12 | 060:550 | +5    | 56     |
| 4.  | FC Montrose             | 36  | 15 | 8  | 13 | 058:570 | +1    | 53     |
| 5.  | Cove Rangers (A)        | 36  | 14 | 7  | 15 | 058:630 | −5    | 49     |
| 6.  | Kelty Hearts            | 36  | 12 | 8  | 16 | 048:630 | −15   | 44     |
| 7.  | Queen of the South      | 36  | 11 | 8  | 17 | 046:530 | −7    | 41     |
| 8.  | Annan Athletic (N)      | 36  | 9  | 12 | 15 | 055:680 | −13   | 39     |
| 9.  | Stirling Albion (N)     | 36  | 10 | 9  | 17 | 039:580 | −19   | 39     |
| 10. | Edinburgh City 1        | 36  | 3  | 5  | 28 | 038:980 | −60   | 08     |

Platzierungskriterien: 1. Punkte – 2. Tordifferenz – 3. geschossene Tore – 4. Direkter Vergleich (Punkte, Tordifferenz, geschossene Tore)
| Zum Saisonende 2023/24: |

| Zum Saisonende 2022/23: |                                                 |
| (A)                     | Absteiger aus der Scottish Championship 2022/23 |
| (N)                     | Aufsteiger aus der Scottish League Two 2022/23  |

## Relegation
Teilnehmer an den Relegationsspielen waren der Neuntplatzierte aus der diesjährigen League One sowie drei Mannschaften aus der League Two. Die Sieger der ersten Runde spielten in der letzten Runde um einen Platz für die folgende Scottish-League-One-Saison 2024/25.
Erste Runde
Die Spiele werden am 7. und 11. Mai 2024 ausgetragen.
|              | Gesamt |                 | Hinspiel  | Rückspiel |
| ------------ | ------ | --------------- | --------- | --------- |
| FC Dumbarton | 2:1    | Stirling Albion | 2:1 (1:1) | 0:0       |
| FC Spartans  | 7:2    | FC Peterhead    | 2:1 (1:1) | 5:1 (2:0) |

Zweite Runde
Die Spiele wurden am 14. und 17. Mai 2024 ausgetragen.
|              | Gesamt |             | Hinspiel  | Rückspiel |
| ------------ | ------ | ----------- | --------- | --------- |
| FC Dumbarton | 4:3    | FC Spartans | 2:1 (2:0) | 2:2 (1:1) |